# Moustique
Moustique (en francès: El Mosquit) és una revista setmanal de notícies en francès amb una referència especial a l'actualitat, la cultura i la televisió. Està en circulació des de 1924 i té la seu a Brussel·les, Bèlgica.

## Història
La revista es va iniciar l'any 1924 amb el nom de Le Moustique i es va convertir en Télémoustique a finals dels anys 60. Es publica setmanalment. El març de 2011 es va rellançar amb el nom de Moustique. Cobreix notícies, esdeveniments culturals i articles relacionats amb la televisió.
Moustique era propietat de Sanoma Magazines. El novembre de 2015 L'Avenir Hebdo, filial de Nethys, que és una empresa de mitjans de comunicació amb seu a Lieja, va adquirir la revista.
El 2013 Moustique va vendre 70.000 còpies.